# Phyllanthus discolaciniatus
Phyllanthus discolaciniatus là một loài thực vật có hoa trong họ Diệp hạ châu. Loài này được Jean F.Brunel miêu tả khoa học đầu tiên năm 1987.